# Campeonato Asiático de Atletismo de 2003
A 15ª edição do Campeonato Asiático de Atletismo foi o evento esportivo organizado pela Associação Asiática de Atletismo (AAA)  no Complexo Esportivo Marikina, na cidade de Manila nas Filipinas entre  20 a 23 de setembro de 2003. Contou com a presença de 37 nacionalidades e um total de 43 provas. 

## Medalhistas

### Masculino
| Evento                  | Ouro                                                                                              | Ouro     | Prata                                                                                       | Prata    | Bronze                                                                                         | Bronze   |
| ----------------------- | ------------------------------------------------------------------------------------------------- | -------- | ------------------------------------------------------------------------------------------- | -------- | ---------------------------------------------------------------------------------------------- | -------- |
| 100 metros              | Chen Haijian · China                                                                              | 10.25    | Gennadiy Chernovol · Cazaquistão                                                            | 10.27    | Salem Mubarak Al-Yami · Arábia Saudita                                                         | 10.28    |
| 200 metros              | Fawzi Al-Shammari · Kuwait                                                                        | 20.70    | Hamed Hamdan Al-Bishi · Arábia Saudita                                                      | 20.73    | Yang Yaozu · China                                                                             | 20.82    |
| 400 metros              | Fawzi Al-Shammari · Kuwait                                                                        | 45.16    | Hamdan Obah Al-Bishi · Arábia Saudita                                                       | 45.39    | Yuki Yamaguchi · Japão                                                                         | 46.18    |
| 800 metros              | Adam Abdu Adam Ali · Catar                                                                        | 1:46.20  | Salem Amer Al-Badri · Catar                                                                 | 1:46.95  | Rashid Mohammed · Bahrein                                                                      | 1:47.09  |
| 1 500 metros            | Rashid Ramzi · Bahrein                                                                            | 3:41.66  | Saif Saeed Shaheen · Catar                                                                  | 3:42.79  | Fumikazu Kobayashi · Japão                                                                     | 3:42.96  |
| 5 000 metros            | Abdulaziz Abdelrahman Al-Ameeri · Catar                                                           | 13:58.89 | Saif Saeed Shaheen · Catar                                                                  | 13:58.92 | Nobuya Matsunaga · Japão                                                                       | 14:12.73 |
| 10 000 metros           | Abdullah Ahmed Hassan · Catar                                                                     | 28:45.64 | Abdulhak Zakaria · Bahrein                                                                  | 30:04.13 | Eduardo Buenavista Predefinição:PHLL                                                           | 30:06.29 |
| 110 metros barreiras    | Shi Dongpeng · China                                                                              | 13.50    | Park Tae-Kyong Coreia do Sul                                                                | 13.71    | Wu Youjia · China                                                                              | 13.80    |
| 400 metros barreiras    | Mubarak Al-Nubi · Catar                                                                           | 49.19    | Yevgeniy Meleshenko · Cazaquistão                                                           | 49.55    | Chen Tien-Wen · Taipé Chinesa                                                                  | 50.72    |
| 3 000 metros obstáculos | Khamis Seif Abdullah · Catar                                                                      | 8:51.60  | Wu Wen-Chien · Taipé Chinesa                                                                | 8:55.38  | Yasunori Uchitomi · Japão                                                                      | 8:56.31  |
| 4×100 metros estafetas  | China · Shen Yunbao · He Jun · Yang Yaozu · Chen Haijian                                          | 39.22    | Tailândia · Sophanish Vissanu · Suwonprateep Sittichai · Janthana Ekkachai · Wonsala Seksan | 39.57    | Japão · Kazuhiro Tamura · Shingo Kawabata · Yusuke Omae · Takayuki Kon                         | 39.59    |
| 4×400 metros estafetas  | Sri Lanka · Rohan Pradeep Kumara · Ranga Wimalawansa · Prasanna Amarasekara · Sugath Thilakaratne | 3:03.05  | Japão · Yuki Yamaguchi · Masayuki Okusako · Mitsuhiro Sato · Takahiko Yamamura              | 3:03.59  | Catar · Yaser Omar Elhaj · Yaser Mohamed Abkar · Mohammed Abdulrahman Musa · Salaheddine Bakar | 3:04.32  |
| 20 km marcha            | Han Yucheng · China                                                                               | 1:21:12  | Yuki Yamazaki · Japão                                                                       | 1:21:54  | Bai Liansheng · China                                                                          | 1:22:14  |
| Salto em altura         | Wang Zhouzhou · China                                                                             | 2.23     | Bae Kyung-Ho Coreia do Sul                                                                  | 2.19     | Naoyuki Daigo · Japão · Loo Kum Zee · Malásia                                                  | 2.19     |
| Salto à vara            | Grigoriy Yegorov · Cazaquistão                                                                    | 5.40     | Satoru Yasuda · Japão                                                                       | 5.30     | Kim Se-In Coreia do Sul                                                                        | 5.10     |
| Salto em comprimento    | Hussein Taher Al-Sabee · Arábia Saudita                                                           | 8.23     | Zhou Can · China                                                                            | 8.11     | Shinichi Terano · Japão                                                                        | 8.04     |
| Salto triplo            | Kazuyoshi Ishikawa · Japão                                                                        | 16.72    | Gu Junjie · China                                                                           | 16.68    | Wu Ji · China                                                                                  | 16.67    |
| Lançamento do peso      | Bilal Saad Mubarak · Catar                                                                        | 19.41    | Shakti Singh · Índia                                                                        | 19.04    | Khalid Habash Al-Suwaidi · Catar                                                               | 18.57    |
| Lançamento do disco     | Wu Tao · China                                                                                    | 61.43    | Abbas Samimi Irão                                                                           | 59.51    | Anil Kumar · Índia                                                                             | 59.50    |
| Lançamento de martelo   | Ali Al-Zinkawi · Kuwait                                                                           | 70.62    | Hiroaki Doi · Japão                                                                         | 70.11    | Dilshod Nazarov · Tajiquistão                                                                  | 69.90    |
| Lançamento de dardo     | Li Rongxiang · China                                                                              | 79.25    | Yukifumi Murakami · Japão                                                                   | 77.04    | Sergey Voynov · Uzbequistão                                                                    | 76.09    |
| Decatlo                 | Vitaliy Smirnov · Uzbequistão                                                                     | 8021 pts | Pavel Dubitskiy · Cazaquistão                                                               | 7604 pts | Pavel Andreev · Uzbequistão                                                                    | 7487 pts |

### Feminino
| Evento                 | Ouro                                                                                     | Ouro      | Prata                                                                                     | Prata    | Bronze                                                               | Bronze   |
| ---------------------- | ---------------------------------------------------------------------------------------- | --------- | ----------------------------------------------------------------------------------------- | -------- | -------------------------------------------------------------------- | -------- |
| 100 metros             | Lyubov Perepelova · Uzbequistão                                                          | 11.43     | Qin Wangping · China                                                                      | 11.56    | Guzel Khubbieva · Uzbequistão                                        | 11.57    |
| 200 metros             | Lyubov Perepelova · Uzbequistão                                                          | 23.11     | Chen Lisha · China                                                                        | 23.39    | Guzel Khubbieva · Uzbequistão                                        | 23.63    |
| 400 metros             | Yin Yin Khine Birmânia                                                                   | 52.96     | Bu Fanfang · China                                                                        | 52.97    | Svetlana Bodritskaya · Cazaquistão                                   | 53.19    |
| 800 metros             | Yin Yin Khine Birmânia                                                                   | 2:01.96   | Tatyana Roslanova · Cazaquistão                                                           | 2:02.41  | Zamira Amirova · Uzbequistão                                         | 2:02.84  |
| 1 500 metros           | Tatyana Borisova · Quirguistão                                                           | 4:15.97   | Madhuri A. Singh · Índia                                                                  | 4:17.87  | Svetlana Lukasheva · Cazaquistão                                     | 4:23.12  |
| 5 000 metros           | Sun Yingjie · China                                                                      | 15:48.42  | Yuko Manabe · Japão                                                                       | 15:59.71 | Hiromi Fujii · Japão                                                 | 16:31.18 |
| 10 000 metros          | Sun Yingjie · China                                                                      | 32:37.04  | Sujeewa Nilmini Jayasena · Sri Lanka                                                      | 34:46.99 | Lashram Aruna Devi · Índia                                           | 37:23.28 |
| 100 metros barreiras   | Su Yiping · China                                                                        | 13.09     | Feng Yun · China                                                                          | 13.25    | Trecia Roberts · Tailândia                                           | 13.29    |
| 400 metros barreiras   | Huang Xiaoxiao · China                                                                   | 55.66     | Natalya Torshina · Cazaquistão                                                            | 55.88    | Wassana Winatho · Tailândia                                          | 56.40    |
| 4×100 metros estafetas | Tailândia · Nongnuch Sanrat · Sangwan Jaksunin · Jutamass Tawoncharoen · Orranut Klomdee | 44.25 =NR | Japão                                                                                     | 44.56    | China                                                                | 44.97    |
| 4×400 metros estafetas | China · Chen Lisha · Zhang Xiaoyuan · Huang Xiaoxiao · Bu Fanfang                        | 3:31.30   | Cazaquistão · Olga Tsurikova · Tatyana Roslanova · Olga Tereshkova · Svetlana Bodritskaya | 3:32.82  | Índia · Pinki Pramanik · Manjeet Kaur · Sathi Geetha · Kalpana Reddy | 3:35.34  |
| 20 km marcha           | Ha Mingming · China                                                                      | 1:31:47   | Zou Ying · China                                                                          | 1:32:07  | Yuan Yufang · Malásia                                                | 1:32:25  |
| Salto em altura        | Bui Thi Nhung · Vietname                                                                 | 1.88      | Miyuki Aoyama · Japão                                                                     | 1.84     | Noengrothai Chaipetch · Tailândia                                    | 1.84     |
| Salto à vara           | Wu Sha · China                                                                           | 4.20 =    | Takayo Kondo · Japão                                                                      | 4.10     | Ni Putu Desy Margawati · Indonésia                                   | 3.90     |
| Salto em comprimento   | Anastasiya Zhuravlyeva · Uzbequistão                                                     | 6.53      | Liang Shuyan · China                                                                      | 6.51     | Lerma Gabito · Filipinas                                             | 6.50     |
| Salto triplo           | Huang Qiuyan · China                                                                     | 14.39     | Anastasiya Zhuravlyeva · Uzbequistão                                                      | 14.21    | Zhang Hao · China                                                    | 13.63    |
| Lançamento do peso     | Li Meiju · China                                                                         | 18.45     | Li Fengfeng · China                                                                       | 18.07    | Chinatsu Mori · Japão                                                | 17.80    |
| Lançamento do disco    | Li Yanfeng · China                                                                       | 61.87     | Neelam Jaswant Singh · Índia                                                              | 58.64    | Xu Shaoyang · China                                                  | 58.13    |
| Lançamento de martelo  | Gu Yuan · China                                                                          | 70.78     | Liu Yinghui · China                                                                       | 66.66    | Masumi Aya · Japão                                                   | 64.04    |
| Lançamento de dardo    | Ma Ning · China                                                                          | 57.05     | Chang Jung-Yeon Coreia do Sul                                                             | 53.23    | Anne Maheshi De Silva · Sri Lanka                                    | 50.18    |
| Heptatlo               | Irina Naumenko · Cazaquistão                                                             | 5845 pts  | Yuki Nakata · Japão                                                                       | 5723 pts | Shen Shengfei · China                                                | 5633 pts |

## Quadro de medalhas
| Ordem | País           | Medalha de ouro | Medalha de prata | Medalha de bronze | Total |
| ----- | -------------- | --------------- | ---------------- | ----------------- | ----- |
| 1     | China          | 19              | 10               | 8                 | 37    |
| 2     | Catar          | 6               | 3                | 1                 | 10    |
| 3     | Uzbequistão    | 4               | 1                | 5                 | 10    |
| 4     | Kuwait         | 3               | 0                | 0                 | 3     |
| 5     | Cazaquistão    | 2               | 6                | 2                 | 10    |
| 6     | Birmânia       | 2               | 0                | 0                 | 2     |
| 7     | Japão          | 1               | 10               | 10                | 21    |
| 8     | Arábia Saudita | 1               | 2                | 1                 | 4     |
| 9     | Tailândia      | 1               | 1                | 3                 | 5     |
| =10   | Bahrein        | 1               | 1                | 1                 | 3     |
| =10   | Sri Lanka      | 1               | 1                | 1                 | 3     |
| =12   | Quirguistão    | 1               | 0                | 0                 | 1     |
| =12   | Vietname       | 1               | 0                | 0                 | 1     |
| 14    | Índia          | 0               | 3                | 3                 | 6     |
| 15    | Coreia do Sul  | 0               | 3                | 1                 | 4     |
| 16    | Taipé Chinesa  | 0               | 1                | 1                 | 2     |
| 17    | Irão           | 0               | 1                | 0                 | 1     |
| =18   | Malásia        | 0               | 0                | 2                 | 2     |
| =18   | Filipinas      | 0               | 0                | 2                 | 2     |
| =20   | Indonésia      | 0               | 0                | 1                 | 1     |
| =20   | Tajiquistão    | 0               | 0                | 1                 | 1     |
| Total | Total          | 43              | 43               | 43                | 129   |

## Participantes
- Bahrein
- Brunei
- Bangladesh
- China
- Taipé Chinesa
- Hong Kong
- Índia
- Indonésia
- Irão
- Japão
- Cazaquistão
- Kuwait
- Quirguistão
- Laos
- Líbano
- Macau
- Malásia
- Maldivas
- Mongólia
- Birmânia
- Nepal
- Omã
- Paquistão
- Palestina
- Filipinas
- Catar
- Arábia Saudita
- Singapura
- Coreia do Sul
- Sri Lanka
- Síria
- Tajiquistão
- Tailândia
- Timor-Leste
- Uzbequistão
- Vietname
- Iêmen

Legenda
| Recorde mundial       | Recorde mundial (World record)               |                       | Recorde africano                      | Recorde africano (African) |                                           | Q | Classificado por posição (Qualified) |
| Recorde do campeonato | Recorde do campeonato (Championship record)  | Recorde da América    | Recorde da América (Americas)         | q                          | Classificado por melhor tempo (Qualified) |   |                                      |
| Melhor marca do ano   | Melhor marca do ano (World leading)          | Recorde asiático      | Recorde asiático (Asian)              | DNS                        | Não largou (Did not start)                |   |                                      |
| Recorde nacional      | Recorde nacional (National record)           | Recorde europeu       | Recorde europeu (European)            | DNF                        | Não terminou (Did not finish)             |   |                                      |
| Recorde pessoal       | Recorde pessoal do atleta (Personal best)    | Recorde da Oceania    | Recorde da Oceania (Oceania)          | DSQ / DQ                   | Desclassificado (Disqualified)            |   |                                      |
| Recorde da temporada  | Recorde da temporada do atleta (Season best) | Recorde sul-americano | Recorde sul-americano (South America) | NM                         | Sem marca (No mark)                       |   |                                      |